# Selezione maschile di calcio di Jersey
La Selezione di calcio di Jersey è la rappresentativa di calcio del baliato di Jersey, dipendenza della Corona britannica. Dipende dalla Jersey Football Association, fondata nel 1905.
Non fa parte né della FIFA né della UEFA e quindi non partecipa alle qualificazioni per le fasi finali dei Mondiali di calcio.
Essendo membro dell'International Island Games Association, questa rappresentativa partecipa agli Island Games, competizione nella quale è una delle selezioni calcistiche più quotate, nonché la più titolata, avendo conquistato la vittoria finale in 3 occasioni, nel 1993, 1997 e 2009, e piazzandosi sempre entro le prime 5 posizioni nelle edizioni a cui ha partecipato.
Dal 1905, contende ogni anno alle altre 2 principali rappresentative delle Isole del Canale, Guernsey e Alderney, il Muratti Vase ed è attualmente la selezione più vincente della manifestazione, avendo conquistato il trofeo 48 volte (42 Guernsey, solo 1 titolo per Alderney).
Uno dei calciatori più celebri ad aver vestito la maglia di questa selezione è Graeme Le Saux, atleta con lunghi trascorsi nel Chelsea.
Dal 2018 è membro della ConIFA.

## Piazzamenti agli Island Games
| Anno   | Turno           | Posizione | G  | V  | N | P | GF | GS |
| ------ | --------------- | --------- | -- | -- | - | - | -- | -- |
| 1991   | Finale 3º posto | 4°        | 4  | 2  | 0 | 2 | 3  | 3  |
| 1993   | Campione        | 1°        | 4  | 3  | 1 | 0 | 13 | 6  |
| 1995   | Finale 3º posto | 3°        | 5  | 3  | 1 | 1 | 9  | 5  |
| 1997   | Campione        | 1°        | 4  | 4  | 0 | 0 | 14 | 4  |
| 1999   | Finale 3º posto | 4°        | 4  | 2  | 0 | 2 | 6  | 4  |
| 2001   | Finale 3º posto | 3°        | 4  | 3  | 1 | 0 | 16 | 1  |
| 2003   | Finale 3º posto | 3°        | 5  | 3  | 1 | 1 | 14 | 3  |
| 2007   | Finale 5º posto | 5°        | 4  | 3  | 1 | 0 | 4  | 1  |
| 2009   | Campione        | 1°        | 5  | 5  | 0 | 0 | 10 | 3  |
| Totale | 9/11            |           | 39 | 28 | 5 | 6 | 89 | 30 |

## Statistiche incontri
| Avversario     | G   | V  | N  | P  | GF  | GS  |
| -------------- | --- | -- | -- | -- | --- | --- |
| Isole Åland    | 5   | 5  | 0  | 0  | 9   | 3   |
| Alderney       | 41  | 41 | 0  | 0  | 229 | 20  |
| Anglesey       | 3   | 1  | 2  | 0  | 5   | 4   |
| Cornovaglia    | 4   | 0  | 0  | 4  | 3   | 11  |
| Fær Øer        | 1   | 0  | 0  | 1  | 3   | 5   |
| Frøya          | 2   | 2  | 0  | 0  | 9   | 2   |
| Gibilterra     | 7   | 5  | 1  | 1  | 15  | 8   |
| Gotland        | 2   | 1  | 1  | 0  | 1   | 0   |
| Groenlandia    | 4   | 4  | 0  | 0  | 16  | 9   |
| Guernsey       | 108 | 53 | 12 | 43 | 207 | 179 |
| Isola di Man   | 3   | 1  | 0  | 2  | 6   | 4   |
| Isola di Wight | 5   | 4  | 0  | 1  | 10  | 3   |
| Isole Orcadi   | 1   | 1  | 0  | 0  | 12  | 0   |
| Isole Shetland | 2   | 2  | 0  | 0  | 7   | 0   |
| Madeira        | 1   | 0  | 0  | 1  | 0   | 2   |
| Minorca        | 1   | 1  | 0  | 0  | 1   | 0   |
| Rodi           | 1   | 1  | 0  | 0  | 1   | 0   |
| Saaremaa       | 1   | 1  | 0  | 0  | 1   | 0   |